# Diva (série télévisée)
Pour les articles homonymes, voir Diva.
Diva est une série télévisée québécoise en 56 épisodes de 45 minutes créée par Michelle Allen et Jean-Claude Lord, diffusée entre le 23 octobre 1997 et le 13 avril 2000 sur le réseau TVA.

## Fiche technique
- Réalisation : Bruno Carrière et Jean-Claude Lord
- Scénarisation : Michelle Allen, Marcel Beaulieu et Geneviève Lefebvre
- Société de production : Productions Sovimage

## Distribution
- Geneviève Brouillette : Clara Baly
- Francine Ruel : Marcelle Turcotte
- Denis Bernard : Victor Savaria
- René Richard Cyr : Angelo Bouchard
- Pascale Montpetit : Leslie Derome
- Brigitte Paquette : Suzy Dupré
- Noémie Godin-Vigneau : Ariane Léger
- Jacynthe René : Caroline Hallback
- Claude Prégent : Pablo
- Louise Portal : Doris Tremblay
- Maka Kotto : Maurice Brisebois
- Caroline Néron : Stella
- James Hyndman : David Kidman
- Yvan Ponton : Lucien Dupré
- Karina Aktouf : Naïma Mamdami
- Michel Albertini : Rudolfo Pavese
- Jacques Allard : Père de Chloée
- Peter Batakliev : Ivan Todorov
- Gabriel Bélanger : Luc Doucet
- Ricardo Berardinucci : Vincenzo
- Stéphanie Biddle : Nathalie
- Caroline Binet : Aide-infirmière
- Marilyse Bourke : Renata Di Salvio
- David Boutin : Laurent Gagnon
- Jean Brassard : Jeffrey Calvino
- Normand Canac-Marquis : François Fiset
- Luciana Castellucci : Valentina
- Patrick Chouinard : Roy deGaspé
- Joanne Côté : Lucille Bolduc
- Philippe Cousineau : Philippe Bergeron
- John Dunn-Hill : M. Proud
- Marie-Claude Gamache : Isabelle Côté
- Annette Garant : Sophie Deslauriers
- Jean-François Gaudet : Numérologue
- Patrice Godin : Pascal Deslauriers
- Michel Goyette : Félix Simon
- Luc Guérin : Denis Léger
- Jean-François Harrisson : Marco Labelle
- Dylane Hétu : Rose Dupré
- Khan Hua : Wang
- Jacques L'Heureux : Robitaille
- Andrée Lachapelle : Grand-mère d'Ariane
- Charles Lafortune : Francis Kennedy
- Chantal Lafrance : Gardienne de Mathieu
- Bernard Lanneau : Didier Lempire
- Karyne Lemieux : Sam Leclerc
- Linda Malo : Estelle Ste-Marie
- Marie-Odile Marcoux : Chloée Desmarais
- Mahée Paiement : Mado
- Diane Robitaille : Judith Léger
- Luc Roy : Bernard Lemay
- Paul Savoie : Paul Bennett
- Frank Schorpion : Sean O'Keene
- Diego Thornton : Jim Vincent
- Robert Toupin : André Martineau
- Maxime Tremblay : Adrien Léger
- Russell Yuen : Kevin Sung

## Musique
- DIVA, les chansons de la télésérie, Disques Star Records, 1999. STR-CD 8118. Paroles et musique Guy St-Onge. Interprètes : Agnès Sohier, Gabrielle Destroismaisons, Guy St-Onge, Noémie Godin-Vigneau, Warren « Slim » Williams et Jocelyn Morel[2]

## Récompenses
- 1999 : Prix Gémeaux : Meilleure interprétation féminine rôle de soutien : dramatique : Pascale Montpetit (Épisode 36 - Parfum de rose)